# Paecilomyces penicillatus
Paecilomyces penicillatus är en svampart som först beskrevs av Franz Xaver von Höhnel, och fick sitt nu gällande namn av Samson 1974. Paecilomyces penicillatus ingår i släktet Paecilomyces och familjen Trichocomaceae.   Inga underarter finns listade i Catalogue of Life.